# 天津市南开区中医医院
天津市南开区中医医院，又称天津中医药大学附属南开中医院，历史可以追溯至1949年建立的天津市第十一区卫生事务所，1980年12月改建为南开区中医医院。目前，天津市南开区中医医院本部位于天津市南开区广开二马路28号，南院区位于天津市南开区王顶堤堤南道7号。天津市南开区中医医院是天津中医药大学非直属附属医院，是一所二级甲等中医医院。

## 历史沿革
天津市南开区中医医院前身是1949年建立的天津市第十一区卫生事务所，地址在南开区三纬路得聚里4号，1958年改为蓄水池卫生院，1980年12月改建为南开区中医医院。原坐落在南开区广开四马路卿云里16号，1998年5月，因天津市西广开片危楼平房改造，该院拆迁至南开区红旗南路堤南道7号。2003年7月，医院回迁新院现址，堤南道7号为该院南院区。